# Casa Virgili
La Casa Virgili és una obra de Vilallonga del Camp (Tarragonès) inclosa a l'Inventari del Patrimoni Arquitectònic de Catalunya.

## Descripció
La casa Virgili és una casa de tipologia comuna dins el nucli antic de Vilallonga. Presenta una portada d'arc de mig punt adovellat, de grans proporcions i restes d'un contrafort que devia sostenir una de les torres que servia de guaita, actualment desapareguda. El pis noble presenta dos balcons de factura recent, situats a banda i banda d'una finestra senzilla. Les golfes de la casa presenten una galeria d'arcs de mig punt recoberta de maons.
Aquesta casa es troba a la vora mateix de la porta Est de la muralla, que comunica el carrer Major amb la carretera de Tarragona.